# 關口Mandy
關口Mandy（日语：／ Sekiguchi Mandy，1991年1月25日—）出生于美国新泽西州，尼日利亚与日本混血，日本舞者、演员、嘻哈歌手，株式会社LDH JAPAN旗下流行乐男子舞蹈&演唱组合GENERATIONS from EXILE TRIBE、EXILE以及Hip-Hop组合HONEST BOYZ®的前成员。

身高182cm，血型：O型。

在美國新澤西州出生，1歲時搬到日本生活，在品川區成長。

## 簡歷
1991年1月25日出生於美國新澤西州，1歲時搬至東京都品川區，所以不會說英語。

雖然有公認舞蹈水準但是歌唱能力並不好，深色皮膚是固定去在曬黑沙龍曬出來的。

中學時期為郁文館國高中校生，參加的社團是棒球社。運動能力高，高二時就擔任正規球員，位置是三壘手。

此後，進入日本體育大學體育系體育科就讀。在這裡加入了有關東學生舞蹈聯盟所屬、得獎者大量輩出的舞蹈小組（嘻哈同好會）。因這契機而開始跳舞，因此與同樣就讀該校的演員町田啓太認識。

2010年，大學2年級生的時候，被曾是EXPG特待生的大學前輩所勸而接受參加選拔會後合格，因而開始在EXPG東京校上課。本人表示那個時候去看了「EXILE LIVE TOUR 2010 FANTASY」，被EXILE的表演所震懾了，入學於EXPG之後變得憧憬EXILE

2011年4月，在由HIRO監製的EXPG內進行選拔會，與小森隼、佐野玲於一起被選出。

2012年、GENERATIONS正式出道。

2014年4月27日，在『EXILE PERFORMER BATTLE AUDITION』合格而加入EXILE。。

2024年4月30日，關口Mandy宣布於6月25日離開LDH，退出EXILE和GENERATIONS from EXILE TRIBE，致力於個人活動發展。

## 参加團體
- GENERATIONS from EXILE TRIBE（2011年4月 - 2024年6月25日）
- EXILE（2014年4月 - 2024年6月25日）
- ®AG POUND（2015年 - 2024年6月）
- HONEST BOYZ（2016年4月 - 2024年6月）

## 出演

### 電視節目
- 帥哥猛男飆體能向女王（日語：究極の男は誰だ!?最強スポーツ男子頂上決戦)
  - 第2回（2013年4月11日 19:00-21:54）
  - 第3回（2013年12月29日 18:00-21:00）
  - 第4回（2014年12月23日 18:30-21:54）
  - 第5回（2015年12月23日 19:56-22:54）
  - 第7回（2017年1月1日 18:00-21:00）
- ワオ（2014年4月 - 9月、富士電視台）
- バイキング（2014年4月 - 2016年3月、富士電視台）

### 舞台
- DANCE EARTH PROJECT Global Dance Entertainment「Changes」(2014年5月)  飾演  クラマ

### 電視劇
- 暗夜英雄NAOTO 第5集（2016年5月、東京電視台）- 片尾舞蹈表演[4]
- 傳奇王子 (Prince of Legend)（2018年10月 - 12月） - 飾演 Garbrial笹塚
- 秘密×戰士 幻影甜心！（2019年4月7日 - 2020年6月28日） - 飾演 梵迪[5]
- 前男友狂（2019年10月 - 12月、富士電視台） - 飾演 白井忠文
- あのコの夢を見たんです 第6集（2020年11月、東京電視台）- 飾演 鬼瓦權三
- 讚美的人和被讚美的人（2023年6月 - 8月、NHK綜合）- 飾演 大和響一
- 派對咖孔明（2023年10月 - 11月、富士電視台）- 飾演 前園桂司
- 95（2024年4月 - 6月、東京電視台） - 飾演 新川道永
- 御飯糰 第37回 -（2024年11月 - 、NHK） - 飾演 澤田龍志
- 東京沙拉碗（2025年1月 - 、NHK綜合・NHK BS4K） - 飾演 黑須雄介

### 電影
- HiGH&LOW THE MOVIE 2 / END OF SKY（2017年8月）
- HiGH&LOW THE MOVIE 3 / FINAL MISSION（2017年11月）
- 傳奇王子 （2019年3月） - ガブリエル笹塚
  - 貴族降臨 -PRINCE OF LEGEND-（2020年3月）
- 劇場版 秘密×戰士 幻影甜心！ 大家一起來看電影喔（2020年7月） - 梵迪
- 末日救世主（日语：KAPPEI）（2022年3月） - 和也
- 派對咖孔明 THE MOVIE（2025年4月25日） - 前園桂司
- 吸吸吸吸吸血鬼（2025年7月4日） - 篠塚健
- 九龍大眾浪漫（2025年8月29日） - 蛇沼製藥的宣傳人員

### CM
- 第一興商「LIVE DAM STADIUM」（2015年）
- 萬代南夢宮娛樂「太鼓之達人」（2015年）
- 軟銀「スポナビライブ」（2016年 - ）
- 日清 「合味道」 (2018年）[6]
- NTT  DOCOMO (2019年）[7]
- 麥當勞 「大麥克」（2020年）[8]
- スニーカーダンク （2020年-2021年）[9]
- 明星食品 「一平夜店炒麵」（2021年）[10]
- Mixi 「TIPSTAR」（2021年）[11]

## 備註
1. ↑  2014年4月27日放送『ブラマヨとゆかいな仲間たち アツアツっ!』より。
2. ↑  2012年4月2日放送『週刊EXILE』より。
3. ↑  ＥＸＩＬＥ新メンバー５人決定！ＨＩＲＯ「未来イメージして選んだ」 的存檔，存档日期2017-08-14.
4. ↑  . モデルプレス. 2016-03-19  [2016-03-19]. （原始内容存档于2016-04-09）.
5. ↑  Template:Cute news
6. ↑  Inc, Natasha. . 音楽ナタリー.   [2022-06-19]. （原始内容存档于2019-09-25） （日语）.
7. ↑  . Real Sound｜リアルサウンド.   [2022-06-19]. （原始内容存档于2019-04-04） （日语）.
8. ↑  . ORICON NEWS.   [2022-06-19]. （原始内容存档于2022-06-27）.
9. ↑  . プレスリリース・ニュースリリース配信シェアNo.1｜PR TIMES.   [2022-06-19]. （原始内容存档于2022-06-29）.
10. ↑  . EXILE mobile.   [2022-06-19]. （原始内容存档于2021-03-08） （日语）.
11. ↑  Inc, Natasha. . 音楽ナタリー.   [2022-06-19]. （原始内容存档于2022-06-27） （日语）.

## 外部連結
- 関口メンディー｜PROFILE｜EXILE Official Website （页面存档备份，存于）
- 関口メンディー Mandy Sekiguchi的Instagram帳戶